# Primærrute 14
Primærrute 14 är en cirka 49 km lång väg (primærrute) som går på Själland i Danmark. Vägen går från Roskilde via Ringsted till Næstved. Den är mest trafikerad i de norra delarna med omkring 20 000 fordon per dygn i närheten av Roskilde. När den når Næstved har trafiken minskat till något under 10 000 fordon per dygn.